# Estadístiques Islàndia
Estadístiques Islàndia (en islandès: Hagstofa Íslands) és el principal òrgan estadístic d'Islàndia. Va ser creat per l'Alþingi el 1913, començant les seves operacions el 1914, convertint-se en una agència governamental independent sota l'oficina del primer ministre l'1 de gener de 2008.